# Sterling Brown (cestista)
Sterling Damarco Brown (Maywood, 10 febbraio 1995) è un cestista statunitense.

## Carriera
È stato selezionato dai Philadelphia 76ers al secondo giro del Draft NBA 2017 (46ª scelta assoluta).

## Statistiche

### NCAA
| Anno      | Squadra      | PG  | PT  | MP   | TC%  | 3P%  | TL%  | RP  | AP  | PRP | SP  | PP   |
| --------- | ------------ | --- | --- | ---- | ---- | ---- | ---- | --- | --- | --- | --- | ---- |
| 2013-2014 | SMU Mustangs | 37  | 26  | 19,4 | 46,9 | 36,2 | 57,1 | 3,8 | 1,1 | 0,7 | 0,3 | 4,4  |
| 2014-2015 | SMU Mustangs | 34  | 18  | 23,9 | 52,5 | 44,4 | 78,4 | 4,6 | 2,1 | 0,9 | 0,2 | 5,2  |
| 2015-2016 | SMU Mustangs | 30  | 29  | 27,2 | 60,2 | 53,6 | 85,7 | 4,4 | 2,6 | 1,1 | 0,4 | 10,1 |
| 2016-2017 | SMU Mustangs | 35  | 34  | 32,7 | 45,9 | 44,9 | 79,1 | 6,5 | 3,0 | 1,4 | 0,5 | 13,4 |
| Carriera  | Carriera     | 136 | 107 | 25,7 | 50,4 | 45,1 | 77,0 | 4,8 | 2,2 | 1,0 | 0,4 | 8,2  |

#### Massimi in carriera
- Massimo di punti: 27 vs Tulsa (4 febbraio 2017)[1]
- Massimo di rimbalzi: 13 vs Delaware State (4 dicembre 2016)
- Massimo di assist: 8 (2 volte)
- Massimo di palle rubate: 4 (2 volte)
- Massimo di stoppate: 3 vs Memphis (30 gennaio 2016)
- Massimo di minuti giocati: 40 (3 volte)

### NBA

#### Regular season
| Anno      | Squadra          | PG  | PT | MP   | TC%  | 3P%  | TL%  | RP  | AP  | PRP | SP  | PP  |
| --------- | ---------------- | --- | -- | ---- | ---- | ---- | ---- | --- | --- | --- | --- | --- |
| 2017-2018 | Milwaukee Bucks  | 54  | 4  | 14,4 | 40,0 | 35,2 | 87,5 | 2,6 | 0,5 | 0,6 | 0,2 | 4,0 |
| 2018-2019 | Milwaukee Bucks  | 58  | 7  | 17,8 | 46,5 | 36,1 | 69,0 | 3,2 | 1,4 | 0,4 | 0,1 | 6,4 |
| 2019-2020 | Milwaukee Bucks  | 52  | 1  | 14,8 | 37,1 | 32,4 | 80,0 | 3,5 | 1,0 | 0,6 | 0,1 | 5,1 |
| 2020-2021 | Houston Rockets  | 51  | 14 | 24,1 | 44,8 | 42,3 | 80,6 | 4,4 | 1,4 | 0,7 | 0,2 | 8,2 |
| 2021-2022 | Dallas Mavericks | 49  | 3  | 12,8 | 38,1 | 30,4 | 93,3 | 3,0 | 0,7 | 0,3 | 0,1 | 3,3 |
| 2022-2023 | L.A. Lakers      | 4   | 0  | 6,0  | 0,0  | 0,0  | -    | 2,0 | 0,5 | 0,8 | 0,0 | 0,0 |
| Carriera  | Carriera         | 268 | 29 | 16,6 | 41,9 | 36,3 | 79,6 | 3,3 | 1,0 | 0,5 | 0,2 | 5,3 |

#### Playoffs
| Anno     | Squadra          | PG | PT | MP   | TC%  | 3P%  | TL%  | RP  | AP  | PRP | SP  | PP  |
| -------- | ---------------- | -- | -- | ---- | ---- | ---- | ---- | --- | --- | --- | --- | --- |
| 2018     | Milwaukee Bucks  | 3  | 0  | 4,3  | 60,0 | 33,3 | -    | 0,7 | 0,0 | 0,3 | 0,0 | 2,3 |
| 2019     | Milwaukee Bucks  | 11 | 5  | 14,7 | 39,5 | 33,3 | 72,7 | 2,7 | 1,7 | 0,5 | 0,3 | 4,1 |
| 2020     | Milwaukee Bucks  | 1  | 0  | 4,0  | 0,0  | 0,0  | -    | 1,0 | 0,0 | 0,0 | 0,0 | 0,0 |
| 2022     | Dallas Mavericks | 9  | 0  | 2,9  | 30,0 | 0,0  | 71,4 | 0,9 | 0,3 | 0,4 | 0,2 | 1,2 |
| Carriera | Carriera         | 24 | 5  | 8,5  | 38,9 | 27,6 | 72,2 | 1,7 | 0,9 | 0,5 | 0,2 | 2,6 |

#### Massimi in carriera
- Massimo di punti: 27 vs Atlanta Hawks (31 marzo 2019)[2]
- Massimo di rimbalzi: 13 (2 volte)
- Massimo di assist: 7 vs Detroit Pistons (14 aprile 2019)
- Massimo di palle rubate: 4 vs Los Angeles Lakers (12 gennaio 2021)
- Massimo di stoppate: 2 (4 volte)
- Massimo di minuti giocati: 39 vs Philadelphia 76ers (20 gennaio 2018)

### G League
| Anno      | Squadra        | PG | PT | MP   | TC%  | 3P%  | TL%  | RP  | AP  | PRP | SP  | PP   |
| --------- | -------------- | -- | -- | ---- | ---- | ---- | ---- | --- | --- | --- | --- | ---- |
| 2017-2018 | Wisconsin Herd | 3  | 3  | 32,7 | 42,1 | 29,4 | 85,7 | 6,0 | 2,0 | 2,0 | 0,3 | 21,7 |
| 2018-2019 | Wisconsin Herd | 3  | 3  | 36,5 | 47,1 | 33,3 | 50,0 | 7,0 | 4,0 | 1,7 | 0,0 | 19,0 |
| 2022-2023 | Raptors 905    | 26 | 24 | 32,0 | 48,5 | 44,1 | 76,3 | 7,1 | 4,5 | 1,1 | 0,5 | 15,5 |
| Carriera  | Carriera       | 32 | 30 | 32,5 | 47,5 | 41,2 | 77,8 | 7,0 | 4,3 | 1,2 | 0,4 | 16,4 |

### Eurolega
| Anno      | Squadra      | PG | PT | MP   | TC%  | 3P%  | TL%  | RP  | AP  | PRP | SP  | PP   |
| --------- | ------------ | -- | -- | ---- | ---- | ---- | ---- | --- | --- | --- | --- | ---- |
| 2023-2024 | Alba Berlino | 29 | 21 | 24,1 | 40,2 | 35,7 | 93,0 | 3,3 | 2,4 | 0,8 | 0,2 | 11,2 |
| 2024-2025 | Partizan     | 34 | 30 | 25,8 | 52,3 | 46,9 | 92,9 | 3,0 | 2,1 | 0,8 | 0,2 | 12,4 |
| Carriera  | Carriera     | 63 | 51 | 25,0 | 46,4 | 41,1 | 92,9 | 3,1 | 2,2 | 0,8 | 0,2 | 11,9 |

## Palmarès

### Squadra
- Campionato serbo: 1

Partizan: 2024-25
- Lega Adriatica: 1

Partizan: 2024-25

### Individuale
- Quintetto ideale della ABA Liga: 1

Partizan: 2024-25